# Shah Anjir
Shah Anjir é uma cidade do Afeganistão, localizada na província de Balkh.